# Дальний (Верхнеуфалейский городской округ)
Дальний — упразднённый посёлок в Верхнеуфалейском городском округе Челябинской области. На момент упразднения входил в состав Черемшанского поссовета. Исключен из учётных данных в 1978 г.

## География
Располагался на границе со Свердловской областью, на правом берегу реки Полдневая Чусовая в месте впадения в неё реки Ежовка (Плешковка), на расстоянии примерно 5 км (по прямой) к востоку от поселка Кладовка.

## История
По данным на 1970 год посёлок входил в состав Черемшанского поссовета.
Исключен из учётных данных решением Челябинского областного Совета народных депутатов от 24.01.1978 года № 45.

## Население
| 1970 | 1977 |
| ---- | ---- |
| 139  | ↘0   |